# Battlestar Galactica
Battlestar Galactica je znanstveno-fantastična televizijska serija koju je stvorio Glen A. Larson 1978. godine. Iako je u izvornome obliku trajala samo jednu sezonu, serija stiče kultni status tako da se 1980. godine snima još jedna sezona lošije kvalitete. Kako niti te epizode nisu uspjele uništiti status serije, tijekom devedesetih godina među fanovima se pokreće kampanja za snimanje nastavka serije Galactica. Ti zahtjevi će na kraju postati dovoljno glasni da dođe do stvaranja nove serije Galactica 2003. godine, čiji je novi tvorac Ronald D. Moore i koja je prvi put prikazana 18. listopada 2004. godine u Ujedinjenom Kraljevstvu i Irskoj na Sky One, te 14. siječnja 2005. godine u Sjevernoj Americi na Sci Fi Channelu. Reprize epizoda također se prikazuju na NBC-ju. Na glazbi za serijal radio je Bear McCreary.
Uvod u televizijsku seriju čini trosatna miniserija koja je prvi put prikazana 8. prosinca 2003. godine na Sci Fi Channelu. Serija je dobila značajne ocjene kritičara i osvojila nagrade Peabody, Hugo, i Saturn. Bez obzira na sve kasnije primljene nagrade, među fanovima prvobitne serije se pojavilo određeno razočarenje pošto ova serija ne nastavlja priču originalne nego vrši njenu reciklažu po moralnim standardima početka XXI stoljeća. 

## Sažetak
Koncept serije prema uvodnim tekstovima:
Sajlonce je stvorio čovjek.
Pobunili su se.
Evoluirali su.
Izgledaju i osjećaju se kao ljudi.
Neki su programirani da misle da su ljudi.
Mnogo je kopija.
I imaju plan.
47.875 preživjelih
U potrazi za domom
Zvanim Zemlja
Galactica nastavlja miniseriju iz 2003. godine putovanjem posljednjih preživjelih ljudi iz Dvanaest kolonija čovjeka nakon što su kolonije uništili nuklearnim oružjem Sajlonci (u prvotnim prijevodima na hrvatski: Cajlonci). Preživjele vodi predsjednica Laura Roslin i kapetan (a kasnije admiral) William Adama u raznolikoj floti brodova s Galacticom, masivnim ratnim brodom, na njenom čelu. U staroj bi seriji kapetan Adama sažeo stanje ovako: „Bježeći od sajlonske tiranije, posljednja bojna zvijezda, Galactica, predvodi odrpanu, izbjegličku flotu, u usamljenoj potrazi - za blistavim planetom, zvanim Zemlja!”

## Nagrade i nominacije
- 2003. godine miniserija je osvojila nagradu Saturn u kategoriji najbolje televizijske prezentacije
- Serija je 2005. i 2006. osvojila nagradu Saturn u kategoriji najbolje serije sindikalne/kabelske televizije
- Glumica Katee Sackhoff je osvojila nagradu Saturn za najbolju sporednu glumicu na televiziji
- Glumac James Callis je osvojio nagradu Saturn za najboljeg sporednog glumca na televiziji

Nominacije:
Nagrada Saturn:
- najbolji televizijski glumac (Edward James Olmos); najbolja televizijska glumica (Katee Sackhoff); najbolji televizijski sporedni glumac (James Callis) 2006.

## Spin off
- Caprica

## Vanjske poveznice
Galactica Centar